# Coenosia atrata
Coenosia atrata är en tvåvingeart som beskrevs av Walker 1853. Coenosia atrata ingår i släktet Coenosia och familjen husflugor. Inga underarter finns listade i Catalogue of Life.